# Mexico (condado de Oxford)
México es un lugar designado por el censo ubicado en el condado de Oxford en el estado estadounidense de Maine. En el Censo de 2010 tenía una población de 1.743 habitantes y una densidad poblacional de 629,54 personas por km².

## Geografía
México se encuentra ubicado en las coordenadas 44°33′18″N 70°32′11″O / 44.55500, -70.53639. Según la Oficina del Censo de los Estados Unidos, México tiene una superficie total de 2.77 km², de la cual 2.77 km² corresponden a tierra firme y (0%) 0 km² es agua.

## Demografía
Según el censo de 2010, había 1.743 personas residiendo en México. La densidad de población era de 629,54 hab./km². De los 1.743 habitantes, México estaba compuesto por el 96.9% blancos, el 0.4% eran afroamericanos, el 0.46% eran amerindios, el 0.52% eran asiáticos, el 0.06% eran isleños del Pacífico, el 0.46% eran de otras razas y el 1.2% pertenecían a dos o más razas. Del total de la población el 0.86% eran hispanos o latinos de cualquier raza.